# معركة غاريليانو 1503
دارت معركة غاريليانو في 29 ديسمبر 1503 بين الجيش الإسباني بقيادة غونزالو دي كوردوبا والجيش الفرنسي بقيادة لودفيكو الثاني ماركيز سالوتسو.